# 1114 Avenue of the Americas
1114 Avenue of the Americas, går även under namnen Monsanto Building, W.R. Grace Building och Grace Plaza, är en skyskrapa som ligger utmed gatan Avenue of the Americas/Sixth Avenue på Manhattan i New York, New York i USA.
Byggnaden uppfördes 1974 som en fastighet för kontorsverksamhet. Den är 192,03 meter hög och har 50 våningar.
Namnet Grace Plaza syftar på företaget Grace som lät uppföra byggnaden. Företaget har fått sitt namn efter grundaren William Russell Grace som var den första katolska invandraren från Irland som valdes till New Yorks borgmästare.